# 千船駅
千船駅（ちぶねえき）は、大阪府大阪市西淀川区佃二丁目にある、阪神電気鉄道本線の駅。駅番号はHS 06。大阪府にある阪神本線の駅の中で一番端にある。東隣にある姫島駅とは1.5km離れており、これは阪神の中でも1番長い距離となる。
平日の朝ラッシュ時に運行される区間急行の停車駅である。

## 歴史
- 1921年（大正10年）1月5日：開業。
  - それまでの佃駅と大和田駅（いずれも1905年（明治38年）4月12日開業）を統合して設置された。佃駅は当駅のやや北側、大和田駅は神崎川橋梁の南岸にあった。
- 1978年（昭和53年）6月10日：高架化される。
  - なお、高架化工事の過程で、一時的に待避機能を信号場へと移設している（下の画像参照）。
- 2009年（平成21年）3月20日：本線準急設定消滅、代わって区間急行が停車するようになる。
- 2014年（平成26年）4月1日：駅番号導入。

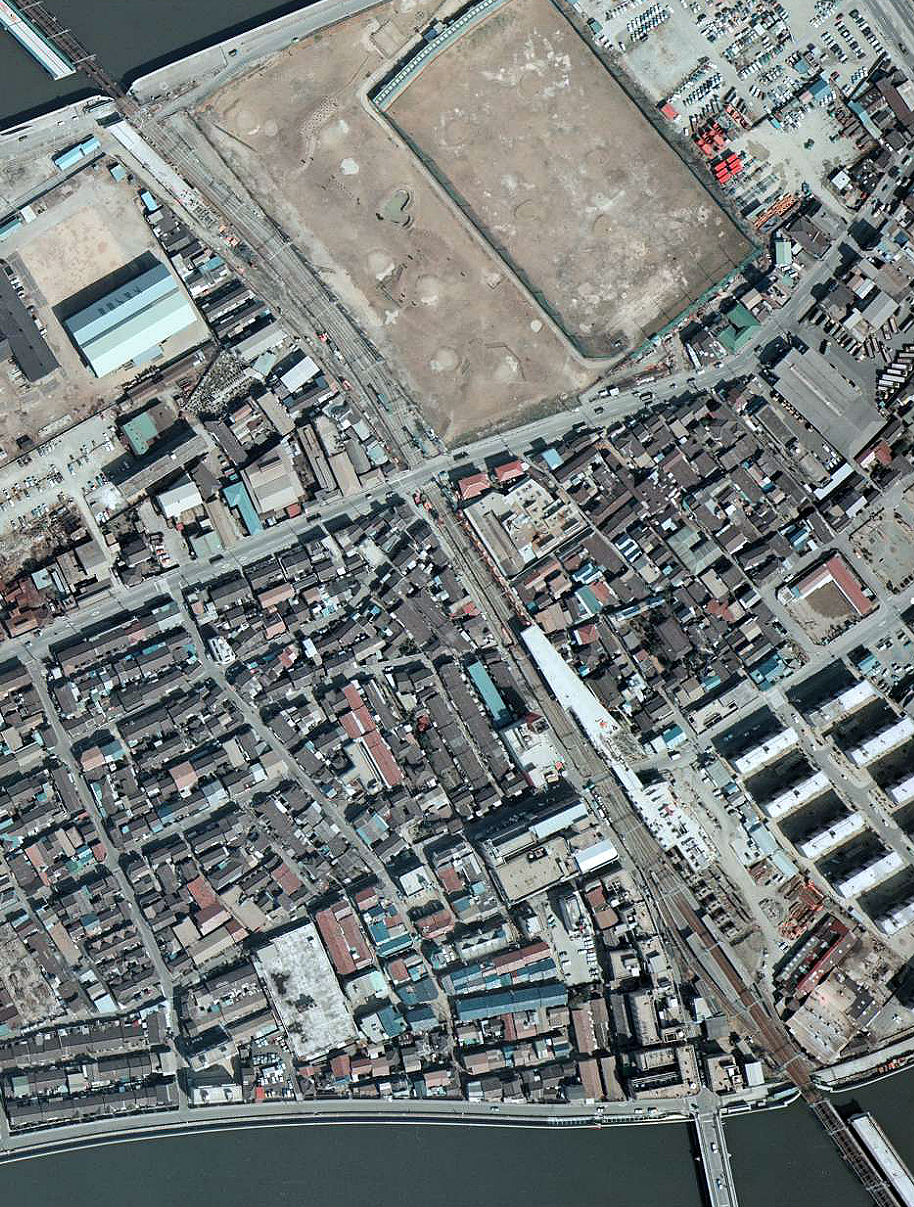
1975年・千船駅付近　高架工事に伴い当駅上り待避線が支障するため（画像右下）神戸寄りの空地（同左上）に待避線を仮設、上り電車の待避は杭瀬 - 千船間の信号場で実施された。　国土地理院 地図・空中写真閲覧サービスを基に作成

## 駅構造
待避設備を有する島式ホーム2面4線の高架駅。改札口・コンコースは2階、ホームは3階にある。改札口は1か所のみ。トイレは改札内。

### のりば
| 番線 | 路線  | 方向 | 行先                               |
| ---- | ----- | ---- | ---------------------------------- |
| 1・2 | ■本線 | 上り | 野田・大阪（梅田）方面             |
| 3・4 | ■本線 | 下り | 尼崎・神戸（三宮）・明石・姫路方面 |

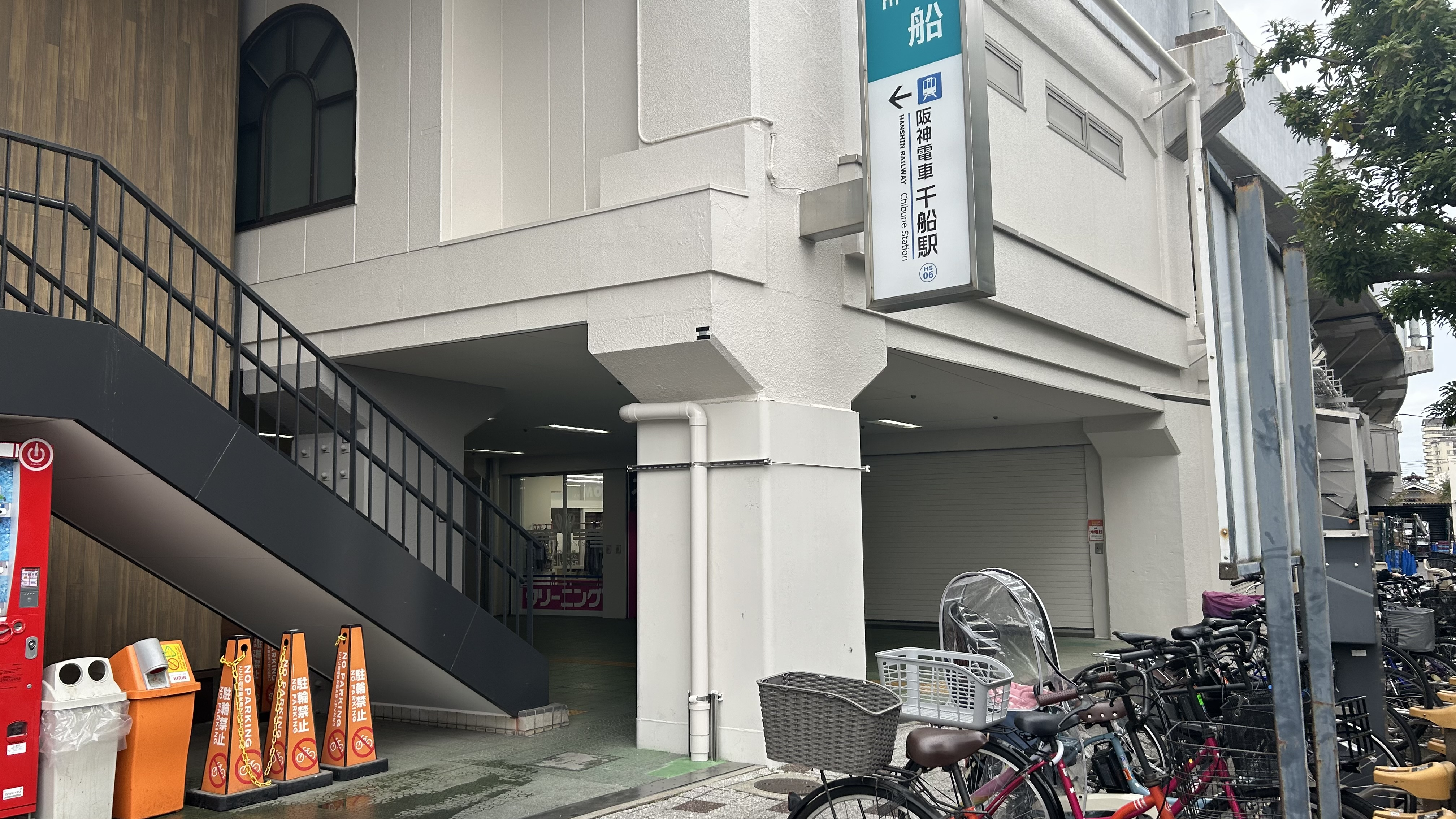
東口
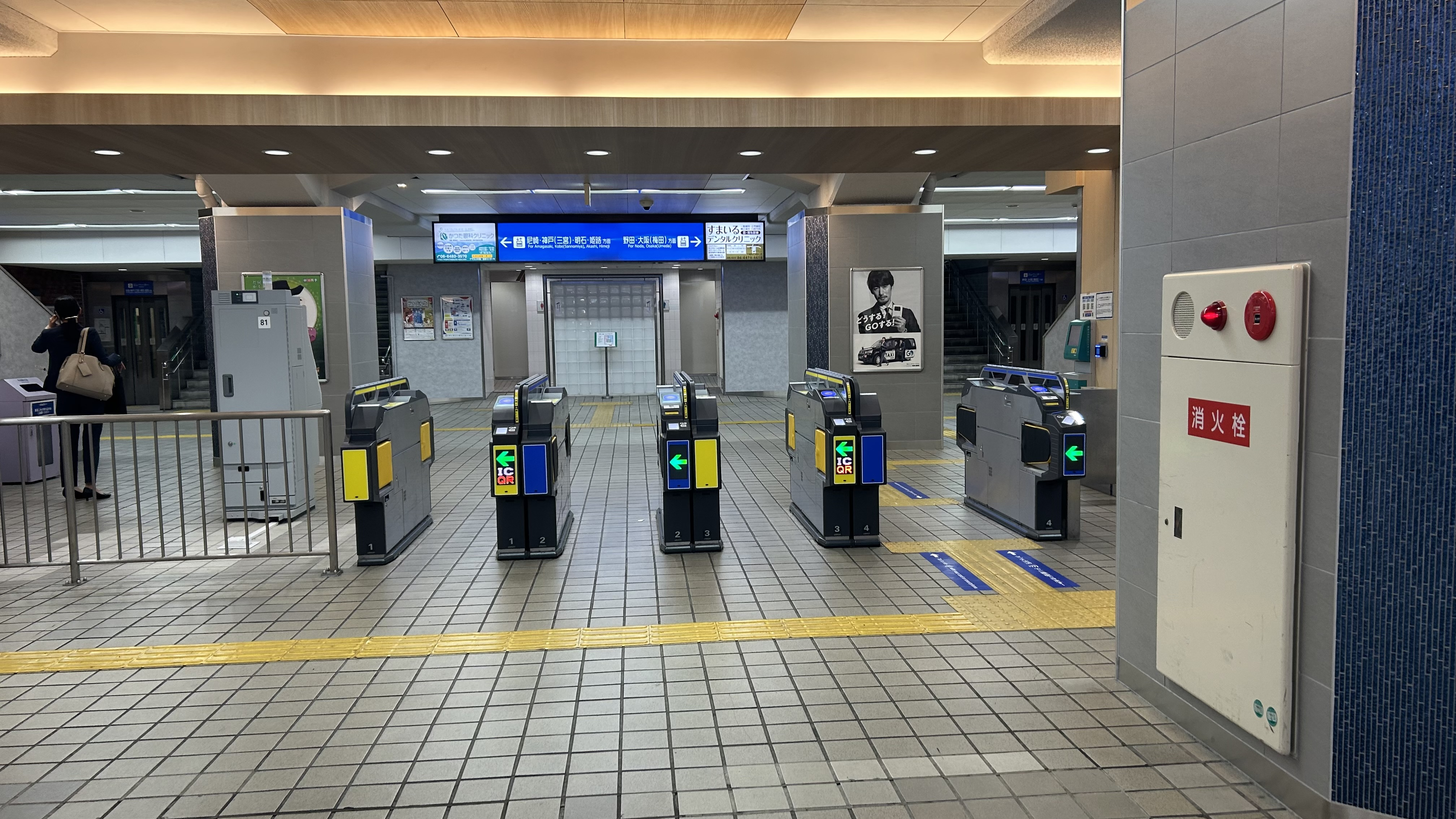
改札口
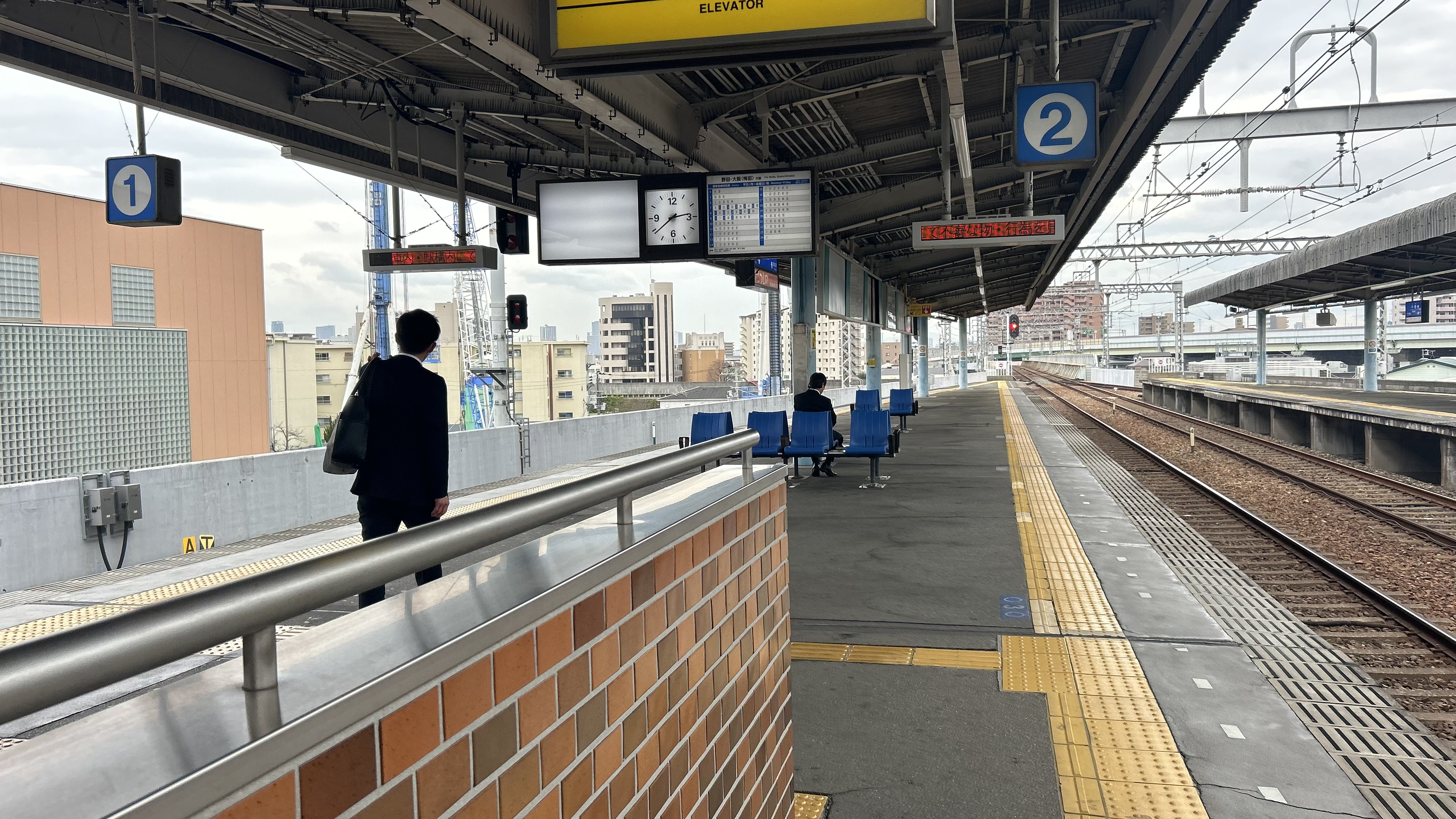
1・2番線ホーム
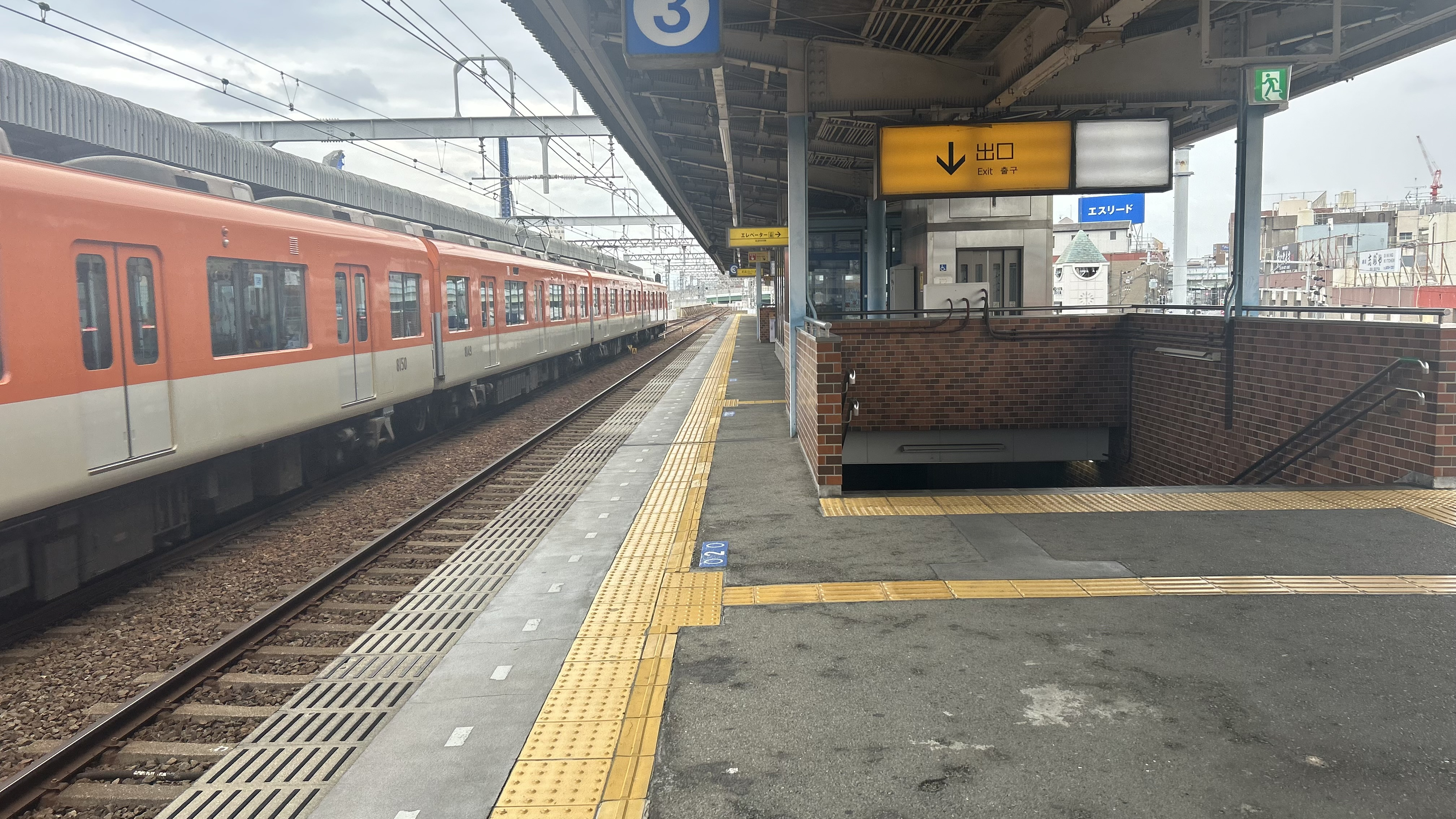
3・4番線ホーム
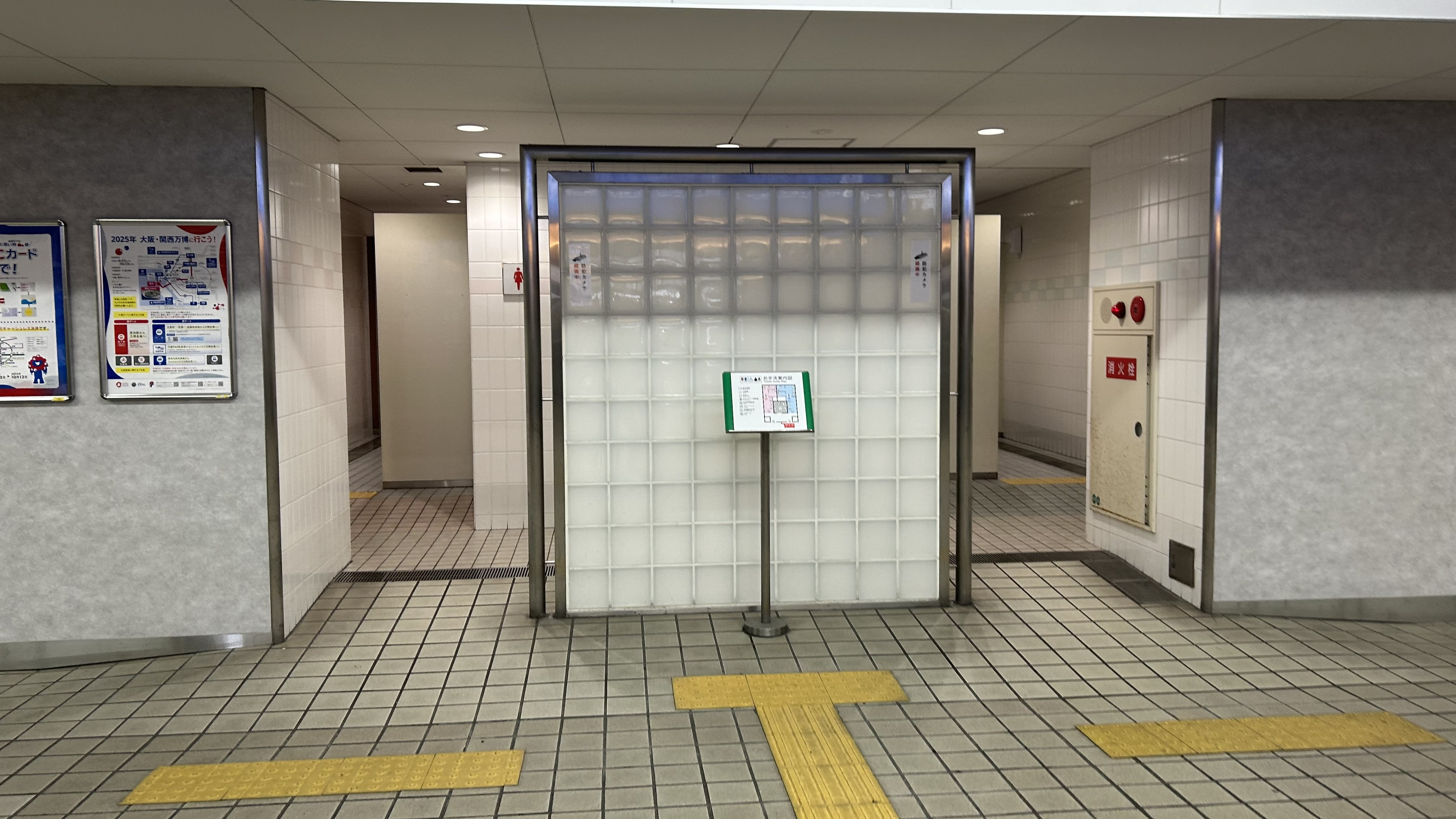
トイレ
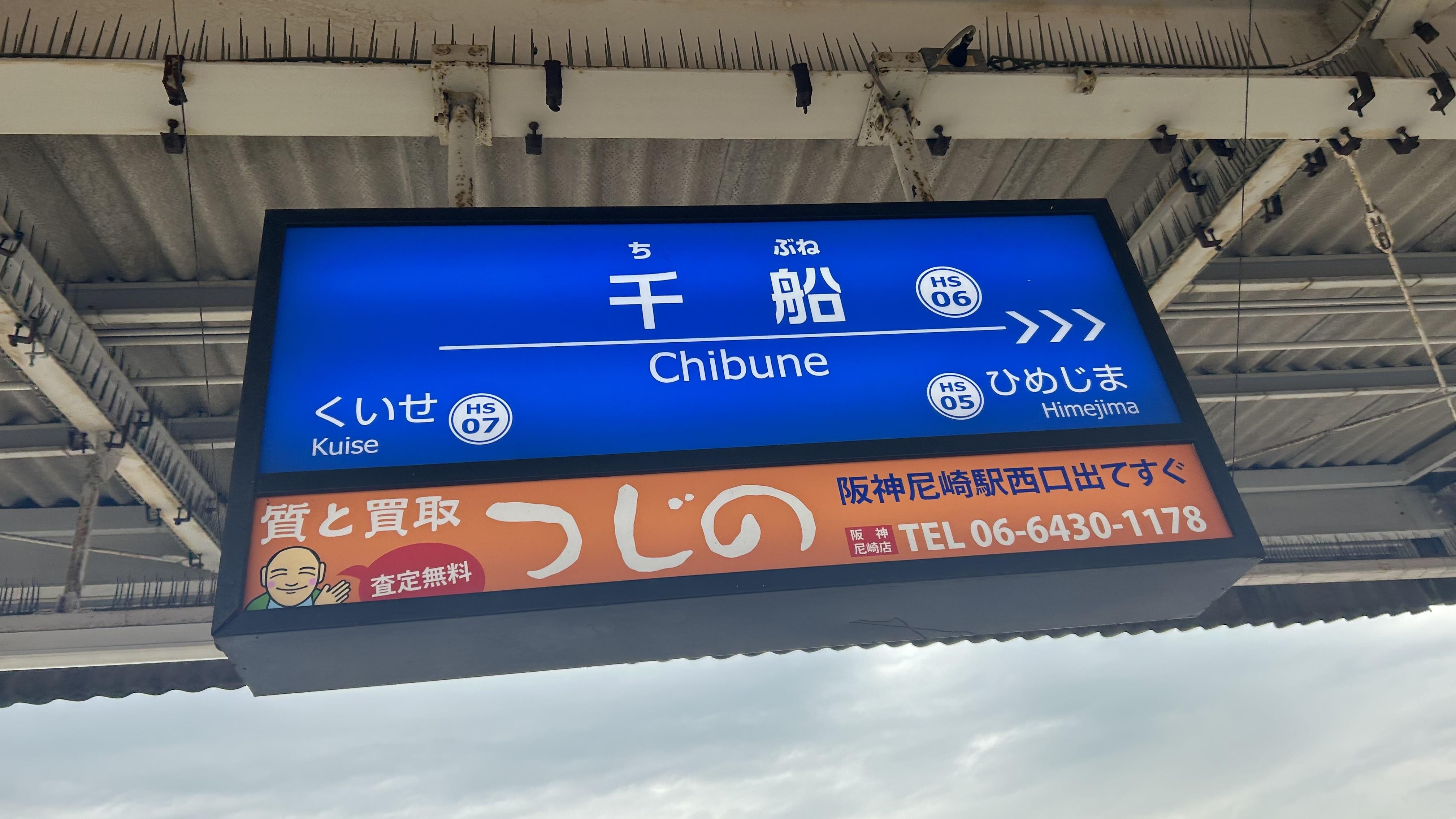
駅名標

※内側2線（2番線と3番線）が主本線、外側2線（1番線と4番線）が待避線である。ホーム有効長は阪神車両8両編成分。

## 利用状況
2023年（令和5年）11月の1日平均乗降人員は15,580人である。阪神電気鉄道の駅では九条駅に次いで第18位。JR東西線、御幣島駅の開業以降、乗客の減少が著しい。
近年の1日平均乗車・乗降人員数は下表の通り。
| 年次   | 1日平均 乗降人員 | 1日平均 乗車人員 | 出典   |
| ------ | ---------------- | ---------------- | ------ |
| 1995年 | 28,117           | 14,277           | [ 4 ]  |
| 1996年 | 28,228           | 14,271           | [ 5 ]  |
| 1997年 | 26,433           | 13,366           | [ 6 ]  |
| 1998年 | 25,690           | 12,990           | [ 7 ]  |
| 1999年 | 24,730           | 12,502           | [ 8 ]  |
| 2000年 | 21,297           | 10,680           | [ 9 ]  |
| 2001年 | 20,739           | 10,505           | [ 10 ] |
| 2002年 | 20,523           | 10,353           | [ 11 ] |
| 2003年 | 20,496           | 10,341           | [ 12 ] |
| 2004年 | 20,235           | 10,145           | [ 13 ] |
| 2005年 | 19,816           | 10,015           | [ 14 ] |
| 2006年 | 20,000           | 10,076           | [ 15 ] |
| 2007年 | 19,013           | 9,544            | [ 16 ] |
| 2008年 | 18,549           | 9,304            | [ 17 ] |
| 2009年 | 19,117           | 9,607            | [ 18 ] |
| 2010年 | 18,126           | 9,106            | [ 19 ] |
| 2011年 | 18,259           | 9,173            | [ 20 ] |
| 2012年 | 18,570           | 9,328            | [ 21 ] |
| 2013年 | 18,579           | 9,273            | [ 22 ] |
| 2014年 | 19,043           | 9,588            | [ 23 ] |
| 2015年 | 19,028           | 9,553            | [ 24 ] |
| 2016年 | 19,081           | 9,606            | [ 25 ] |
| 2017年 | 18,744           | 9,447            | [ 26 ] |
| 2018年 | 17,047           | 8,601            | [ 27 ] |
| 2019年 | 17,026           | 8,550            | [ 28 ] |
| 2020年 | 14,155           | 7,097            | [ 29 ] |
| 2021年 | 15,274           | 7,656            | [ 30 ] |
| 2022年 | 15,574           | 7,836            | [ 31 ] |
| 2023年 | 15,580           | 7,842            | [ 3 ]  |

## 駅周辺

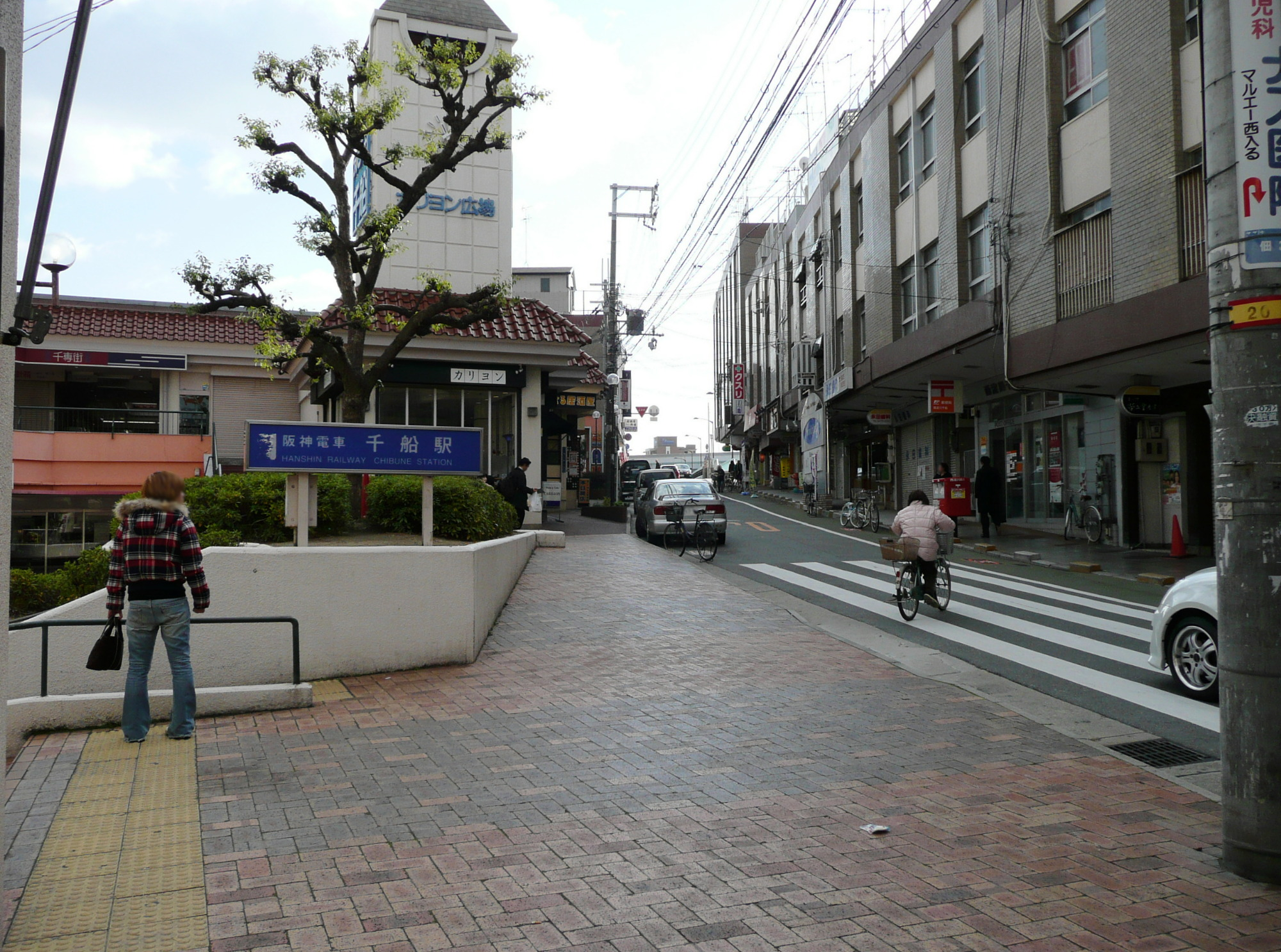
西口の駅前通り

神崎川の中州である佃に立地する。江戸時代に当地より江戸へ移住した人々によって開かれたのが東京都中央区佃である。
- 西淀川千船郵便局
- 西淀川佃郵便局
- 田蓑神社

教育機関
- 好文学園女子高等学校
- 大阪市立佃中学校
- 大阪市立佃小学校
- 大阪市立佃西小学校
- 大阪市立佃南小学校

法人・店舗
- ヤマト運輸 西淀川営業所
- 大阪機電
- 末広工業
- 天政松下

## 隣の駅
阪神電気鉄道
本線
■直通特急・■特急・■区間特急・■急行
通過
■区間急行
野田駅 (HS 03) - 千船駅 (HS 06) - 尼崎駅 (HS 09)
■普通
姫島駅 (HS 05) - 千船駅 (HS 06) - 杭瀬駅 (HS 07)
※姫島駅までは駅間キロが1.5キロメートル離れている。これは主に駅間が短い阪神全線の中で最も駅間距離が長い（同じ阪神では阪神なんば線の福-伝法間と同距離である）。